# Nazionale maschile di pallacanestro delle Tonga
La nazionale di pallacanestro delle Tonga è la rappresentativa cestistica delle Tonga ed è posta sotto l'egida della Federazione cestistica delle Tonga.